# Ambrosius Cedermark
Ambrosius Cedermark, född 1750, död 18 juli 1816, var en svensk köpman.
Cedermark var lärfts- och kramhandlare i Stockholm. Han invaldes som ledamot nummer 151 i Kungliga Musikaliska Akademien 1794.